# Tampa Bay Rays
Tampa Bay Rays är en professionell basebollklubb i St. Petersburg i Florida i USA som spelar i American League, en av de två ligorna i Major League Baseball (MLB). Klubbens hemmaarena är Tropicana Field.

## Historia
Klubben grundades 1998 under namnet Tampa Bay Devil Rays när American League utökades med en ny klubb. Devil Rays skördade till en början inga framgångar utan kom femma och sist i sin division de sex första säsongerna. Året efter kom man fyra och undvek för första gången jumboplatsen i divisionen, men året efter det blev man sist igen. Därefter, i oktober 2005, fick klubben en ny huvudägare, Stuart Sternberg. Kräftgången fortsatte dock och Devil Rays kom sist i divisionen både 2006 och 2007.
Inför säsongen 2008 satsade Sternberg mer pengar i klubben och samtidigt bytte han namn på klubben till Tampa Bay Rays (strålar), som syftar på hemstaten Florida och den starka solen där, och ändrade klubbens logotyp, färgschema och dräkter. Reformerna gav utdelning direkt och 2008 vann klubben mycket överraskande sin division och gick till slutspel för första gången. I slutspelet gick man ända till World Series, men förlorade där mot Philadelphia Phillies med 1–4 i matcher.
Framgångarna fortsatte och klubben gick även till slutspel 2010 och 2011, båda gångerna åkte man dock ut i första slutspelsomgången, American League Division Series (ALDS). 2013 var det dags igen och då vann man i den nyinstiftade första slutspelsomgången American League Wild Card Game (ALWC), men förlorade därefter i ALDS. Samma sak hände 2019. Rays vann American League för andra gången 2020 efter att i grundserien haft flest vinster av alla klubbar i ligan i den av covid-19-pandemin förkortade säsongen. I World Series blev det dock förlust precis som 2008, denna gång med 2–4 i matcher mot Los Angeles Dodgers.

## Hemmaarena
Hemmaarena är Tropicana Field, invigd 1990 (innan klubben grundades), vilken är en inomhusarena.
Förutom första säsongen 1998 har klubben haft problem med låga publiksiffror. 2003 hade man ett hemmasnitt på bara 13 070 åskådare. Efter 2011 års säsong sade ägaren Sternberg att situationen var ohållbar och att klubbens framtid i Tampa Bay-området var hotad.
Inför säsongen 2013 var en ny hemmaarena ett hett ämne. Det diskuterades bland annat att bygga den i nordöstra St. Petersburg för att dels vara närmare stadens kärna och få invånarna att ha närmare till arenan och dels ligga närmare andra större städer som Clearwater och Tampa. Det fördes även diskussioner om att flytta klubben till Tampa då de har fler invånare, något som St. Petersburg motsatte sig eftersom man har kontrakt på att klubben ska spela sina hemmamatcher i staden fram till och med 2027.
I december 2014 såg det ut som om klubben skulle kunna komma överens med staden St. Petersburg om att man fick börja leta efter en plats för en ny hemmaarena i Pinellas County, där Tropicana Field ligger, och i angränsande Hillsborough County. I utbyte förband sig klubben att betala en viss summa till staden om man skulle flytta före 2027. Stadens styrelse beslöt dock att inte acceptera avtalet. Ett reviderat förslag togs fram, men i mars 2015 stod det klart att inte heller det skulle kunna vinna gehör hos stadens styrande råd.
I februari 2018 offentliggjorde Sternberg nya planer på att bygga en ny hemmaarena i Tampa och i juli presenterades bilder av hur arenan skulle komma att se ut. Den skulle ha en publikkapacitet på cirka 30 000 åskådare. I december samma år stod det dock klart att inte heller denna plan skulle förverkligas.
Nästa plan var att spela hälften av hemmamatcherna i Montréal i Kanada. I planen ingick nya arenor i både Tampa Bay-området och i Montréal. Klubben fick sommaren 2019 tillstånd av MLB att arbeta vidare med planerna, men i januari 2022 fick klubben ett definitivt nej av ligan.

## Spelartrupp

### Aktiva
| Nr | Land | Pos | Namn               |
| -- | ---- | --- | ------------------ |
| 28 | USA  | P   | Corey Kluber       |
| 29 | USA  | P   | Pete Fairbanks     |
| 30 | USA  | P   | Brooks Raley       |
| 38 | USA  | P   | Colin Poche        |
| 47 | USA  | P   | Jason Adam         |
| 48 | USA  | P   | Ryan Yarbrough     |
| 57 | USA  | P   | Drew Rasmussen     |
| 58 | USA  | P   | Calvin Faucher     |
| 59 | USA  | P   | Jeffrey Springs    |
| 60 | USA  | P   | Garrett Cleavinger |
| 64 | USA  | P   | Shawn Armstrong    |
| 68 | USA  | P   | Jalen Beeks        |
| 84 | USA  | P   | J.T. Chargois      |

| Nr | Land                    | Pos | Namn                  |
| -- | ----------------------- | --- | --------------------- |
| 21 | Dominikanska republiken | C   | Francisco Mejía       |
| 0  | USA                     | INF | Taylor Walls          |
| 2  | Kuba                    | INF | Yandy Díaz            |
| 7  | Dominikanska republiken | INF | Vidal Bruján          |
| 9  | Taiwan                  | INF | Chang Yu              |
| 14 | Panama                  | INF | Christian Bethancourt |
| 17 | Mexiko                  | INF | Isaac Paredes         |
| 26 | Sydkorea                | INF | Choi Ji-man           |
| 43 | Colombia                | INF | Harold Ramírez        |
| 6  | Venezuela               | OF  | David Peralta         |
| 13 | Dominikanska republiken | OF  | Manuel Margot         |
| 22 | Dominikanska republiken | OF  | José Siri             |
| 56 | Kuba                    | OF  | Randy Arozarena       |

### Skadade
| Nr | Land      | Pos | Namn             |
| -- | --------- | --- | ---------------- |
| 11 | USA       | P   | Shane Baz        |
| 18 | USA       | P   | Shane McClanahan |
| 20 | USA       | P   | Tyler Glasnow    |
| 34 | USA       | P   | J.P. Feyereisen  |
| 36 | USA       | P   | Andrew Kittredge |
| 37 | USA       | P   | Matt Wisler      |
| 72 | Venezuela | P   | Yonny Chirinos   |

| Nr | Land                    | Pos | Namn            |
| -- | ----------------------- | --- | --------------- |
| 81 | USA                     | P   | Ryan Thompson   |
| 10 | USA                     | C   | Mike Zunino     |
| 5  | Dominikanska republiken | INF | Wander Franco   |
| 8  | USA                     | INF | Brandon Lowe    |
| 25 | USA                     | OF  | Roman Quinn     |
| 39 | USA                     | OF  | Kevin Kiermaier |

## Fotogalleri

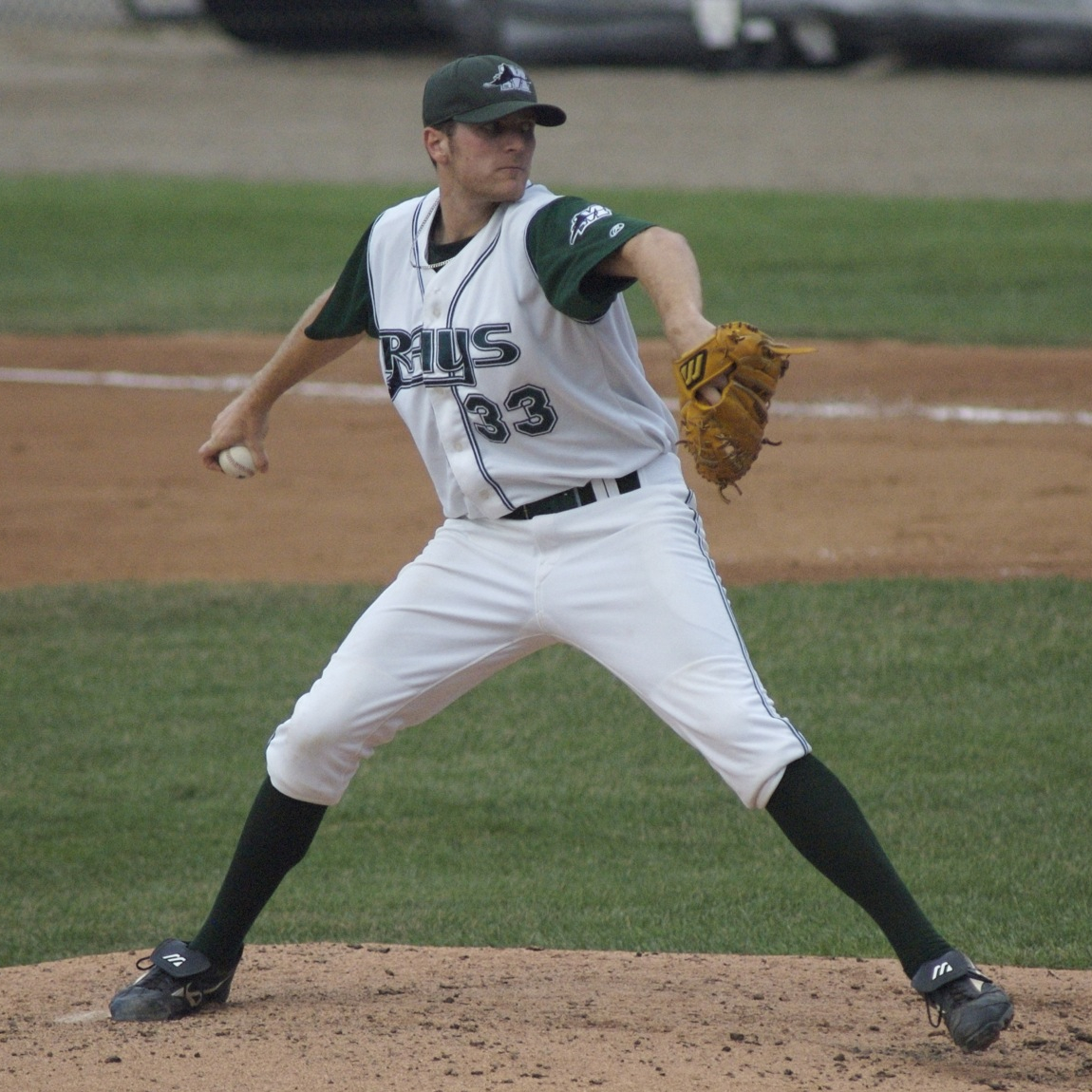
Wade Davis.
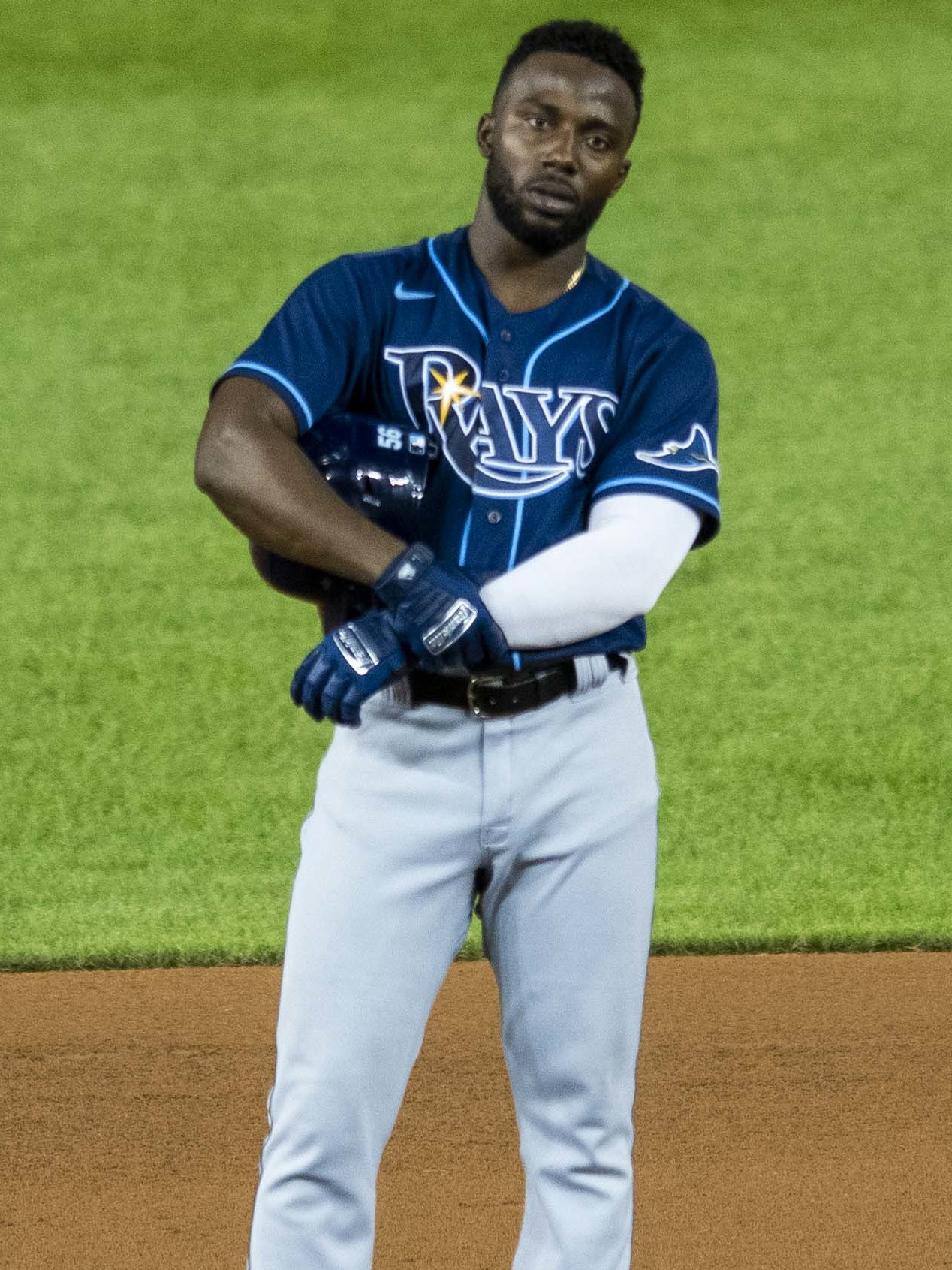
Randy Arozarena.
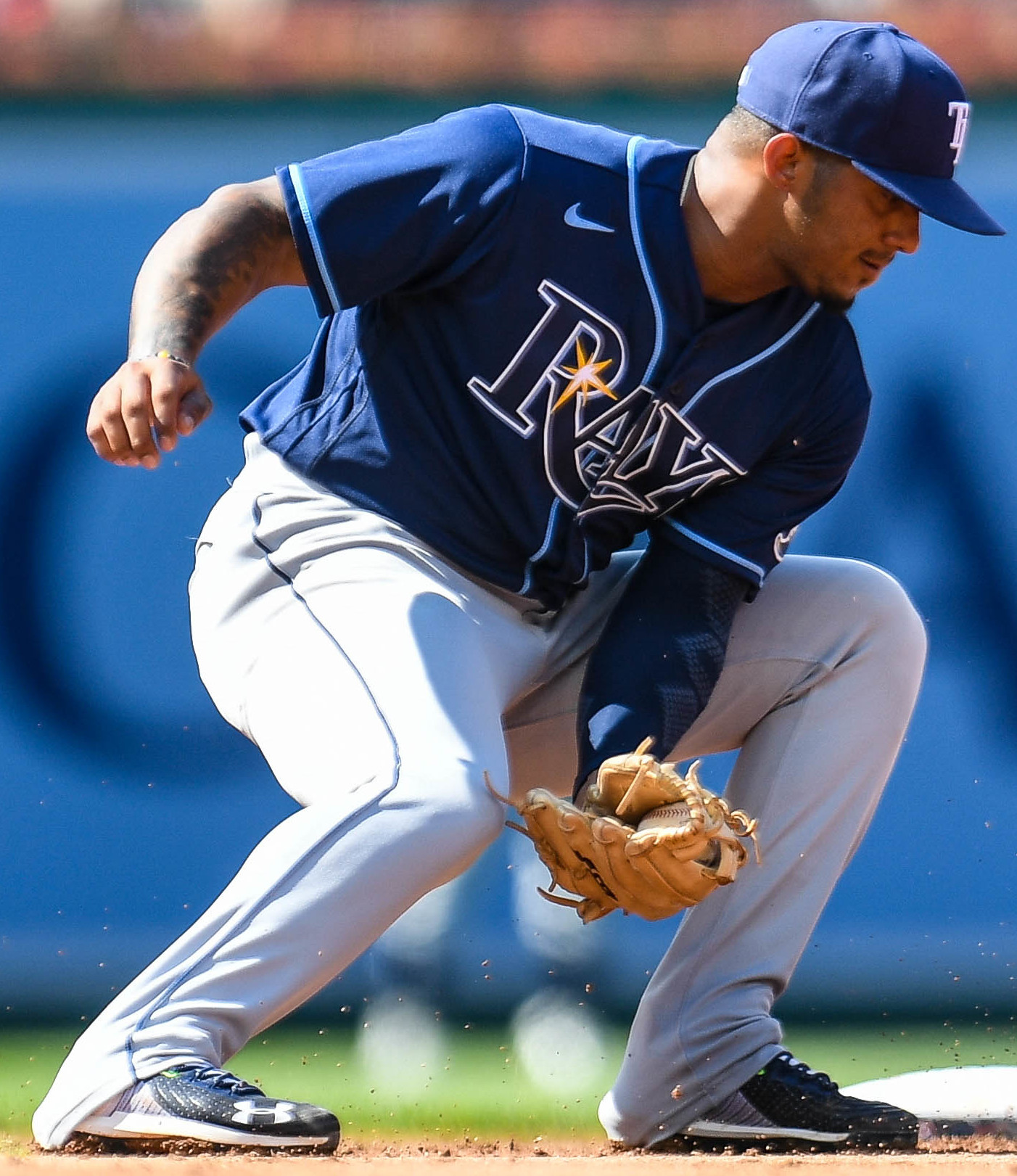
Wander Franco.